# Світлодарська територіальна громада
Світлодарська міська територіальна громада — територіальна громада в Україні, у Бахмутському районі Донецької області, з адміністративним центром у місті Світлодарськ.

## Загальна інформація
Площа території — 288,6 км², населення громади — 25 588 осіб, з них: міське населення — 21 070 особи, сільське — 4 518 осіб (2020 р.).

## Населені пункти
У територіальній громаді 20 населених пунктів — місто Світлодарськ, 8 селищ: Гладосове, Доломітне, Зайцеве, Луганське, Миронівський, Новолуганське, Роти та Травневе і 11 сіл: Воздвиженка, Дача, Кодема, Криничне, Миколаївка, Миколаївка Друга, Лозове, Миронівка, Одрадівка, Розсадки та Семигір'я.

## Історія
Створена у 2020 році, відповідно до розпорядження Кабінету Міністрів України № 721-р від 12 червня 2020 року «Про визначення адміністративних центрів та затвердження територій територіальних громад Донецької області», шляхом об'єднання територій та населених пунктів Світлодарської міської, Зайцівської, Луганської й Миронівської селищних та Кодемської і Новолуганської сільських рад Бахмутського району Донецької області.